# Berryville (Virginia)
Berryville település az Amerikai Egyesült Államok Virginia államában, Clarke megyében, melynek megyeszékhelye is. Lakosainak száma 4574 fő (2020. április 1.).

## Népesség
A település népességének változása:

| 2010 | 4 185 |
| 2020 | 4 574 |